# Mangeliidae
Famille
Les Mangeliidae sont une famille de mollusques gastéropodes marins de l'ordre des Neogastropoda.

## Liste des genres
Selon World Register of Marine Species (18 mars 2016) :
- genre Acmaturris Woodring, 1928
- genre Agathotoma Cossmann, 1899
- genre Anticlinura Thiele, 1934
- genre Antiguraleus Powell, 1942
- genre Apispiralia Laseron, 1954
- genre Apitua Laseron, 1954
- genre Bactrocythara Woodring, 1928
- genre Bela Leach, 1847
- genre Belalora Powell, 1951
- genre Belidaphne Vera-Peláez, 2002 †
- genre Bellacythara McLean, 1971
- genre Benthomangelia Thiele, 1925
- genre Brachycythara Woodring, 1928
- genre Cacodaphnella Pilsbry & Lowe, 1932
- genre Canetoma Bartsch, 1941
- genre Citharomangelia Kilburn, 1992
- genre Cryoturris Woodring, 1928
- genre Curtitoma Bartsch, 1941
- genre Cythara Schumacher, 1817
- genre Cytharopsis A. Adams, 1865
- genre Eucithara Fischer, 1883
- genre Euryentmema Woodring, 1928
- genre Fusiguraleus Powell, 1942
- genre Genotina Vera-Peláez, 2004
- genre Gingicithara Kilburn, 1992
- genre Glyphoturris Woodring, 1928
- genre Granotoma Bartsch, 1941
- genre Granoturris Fargo, 1953
- genre Guraleus Hedley, 1918
- genre Hemicythara Kuroda & Oyama, 1971
- genre Heterocithara Hedley, 1922
- genre Ithycythara Woodring, 1928
- genre Kurtzia Bartsch, 1944
- genre Kurtziella Dall, 1918
- genre Kurtzina Bartsch, 1944
- genre Kyllinia Garilli & Galletti, 2007
- genre Leiocithara Hedley, 1922
- genre Liracraea Odhner, 1924
- genre Lorabela Powell, 1951
- genre Macteola Hedley, 1918
- genre Mangelia Risso, 1826
- genre Marita Hedley, 1922
- genre Mitraguraleus Laseron, 1954
- genre Neoguraleus Powell, 1939
- genre Notocytharella Hertlein & Strong, 1955
- genre Obesotoma Bartsch, 1941
- genre Oenopota Mörch, 1852
- genre Oenopotella A. Sysoev, 1988
- genre Papillocithara Kilburn, 1992
- genre Paraguraleus Powell, 1944
- genre Paraspirotropis Sysoev & Kantor, 1984
- genre Perimangelia McLean, 2000
- genre Platycythara Woodring, 1928
- genre Propebela Iredale, 1918
- genre Pseudorhaphitoma Boettger, 1895
- genre Pyrgocythara Woodring, 1928
- genre Rubellatoma Bartsch & Rehder, 1939
- genre Saccharoturris Woodring, 1928
- genre Sorgenfreispira Moroni, 1979
- genre Stellatoma Bartsch & Rehder, 1939
- genre Suturocythara Garcia, 2008
- genre Tenaturris Woodring, 1928
- genre Toxicochlespira Sysoev & Kantor, 1990
- genre Venustoma Bartsch, 1941
- genre Vexiguraleus Powell, 1942
- genre Vitjazinella Sysoev, 1988
- genre Vitricythara Fargo, 1953

## Galerie

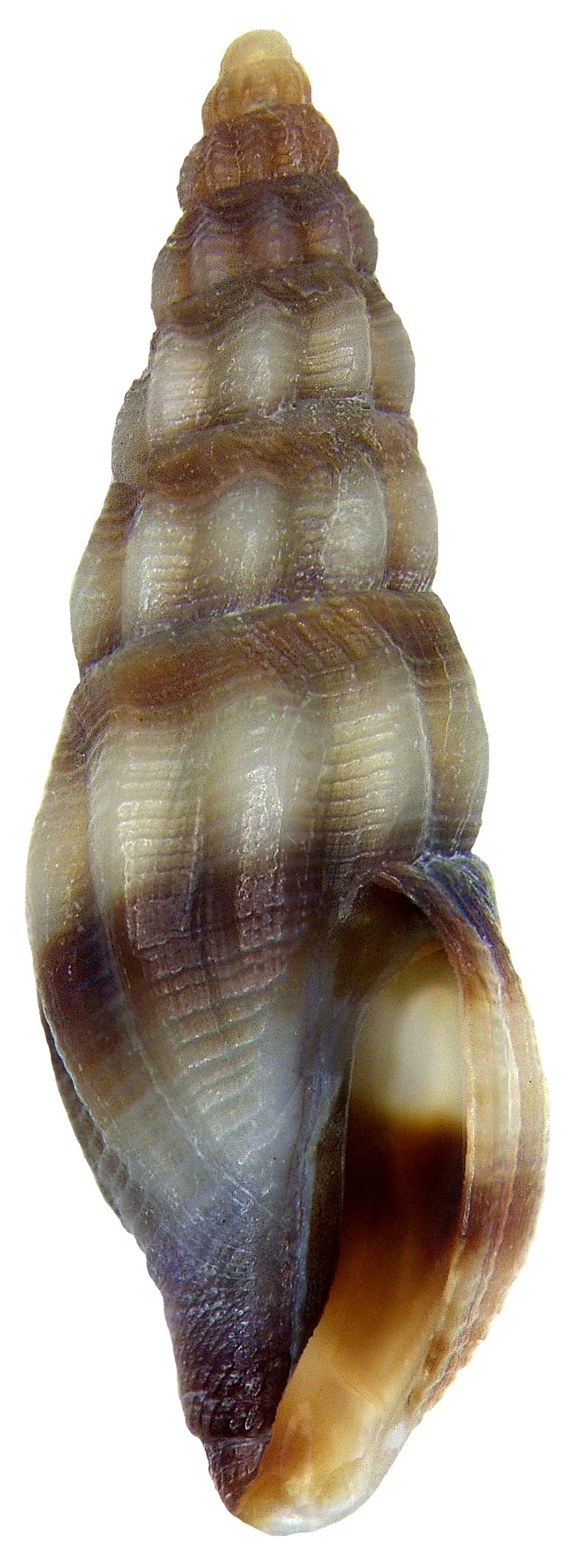
Bela zonata.
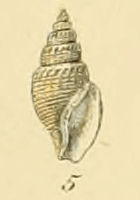
Curtitoma trevelliana.
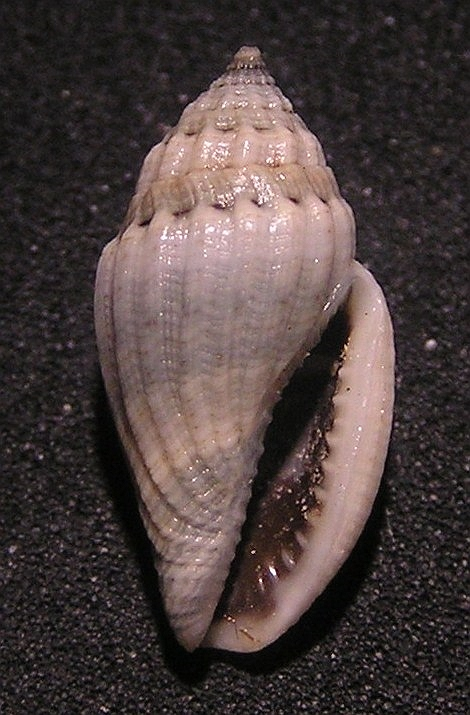
Eucithara novaehollandiae.
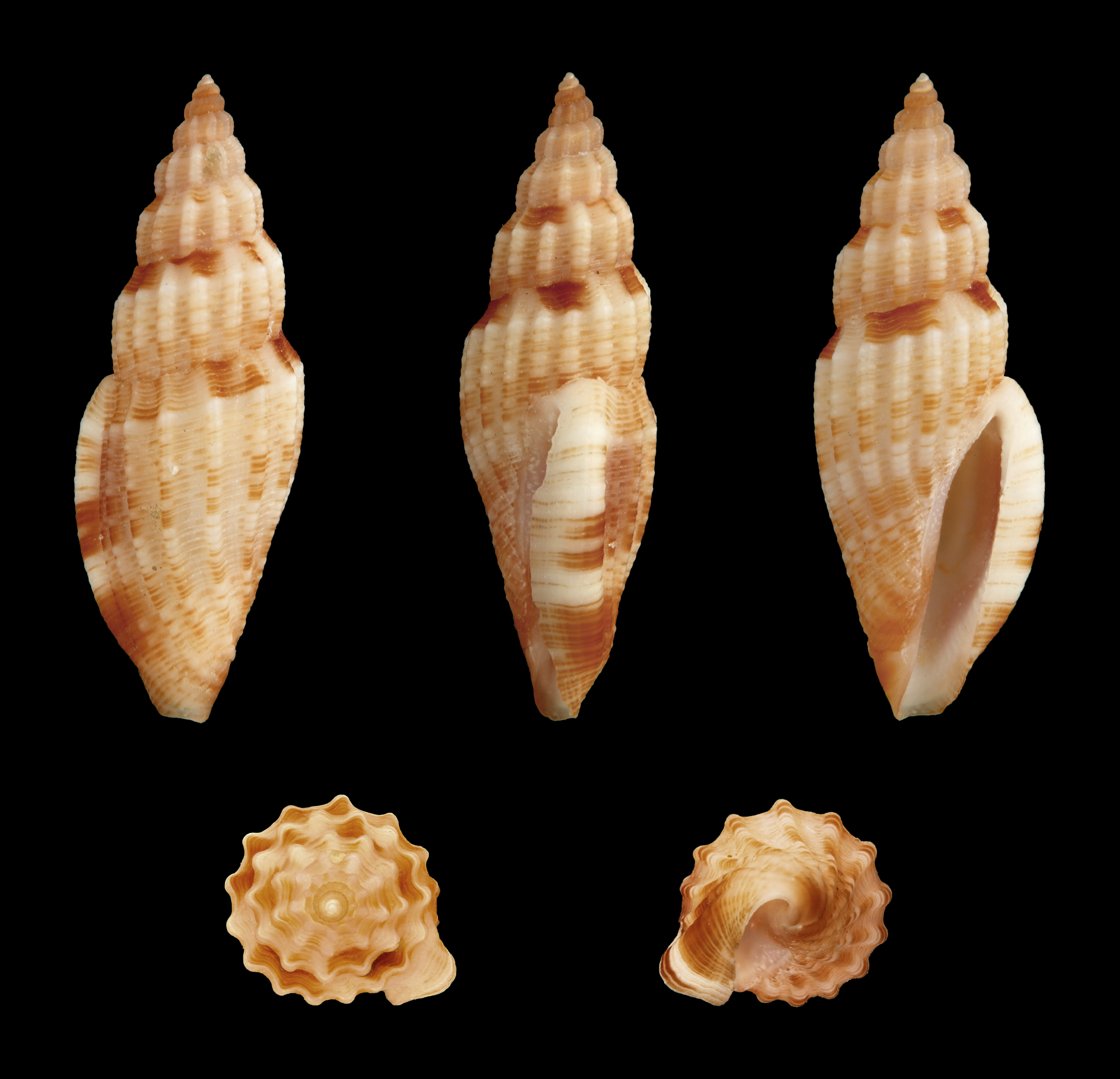
Gingicithara cylindrica.
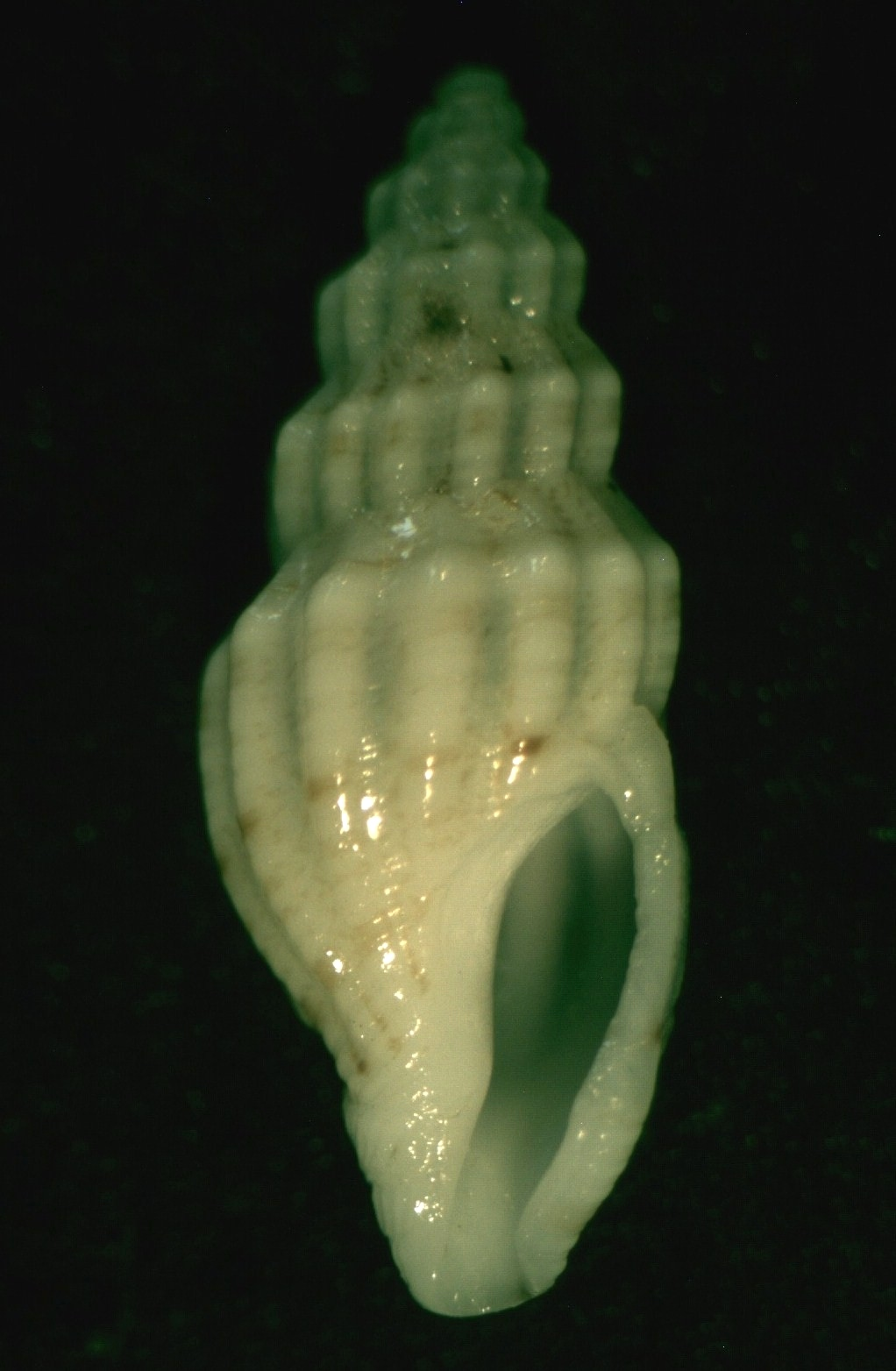
Guraleus alucinans.
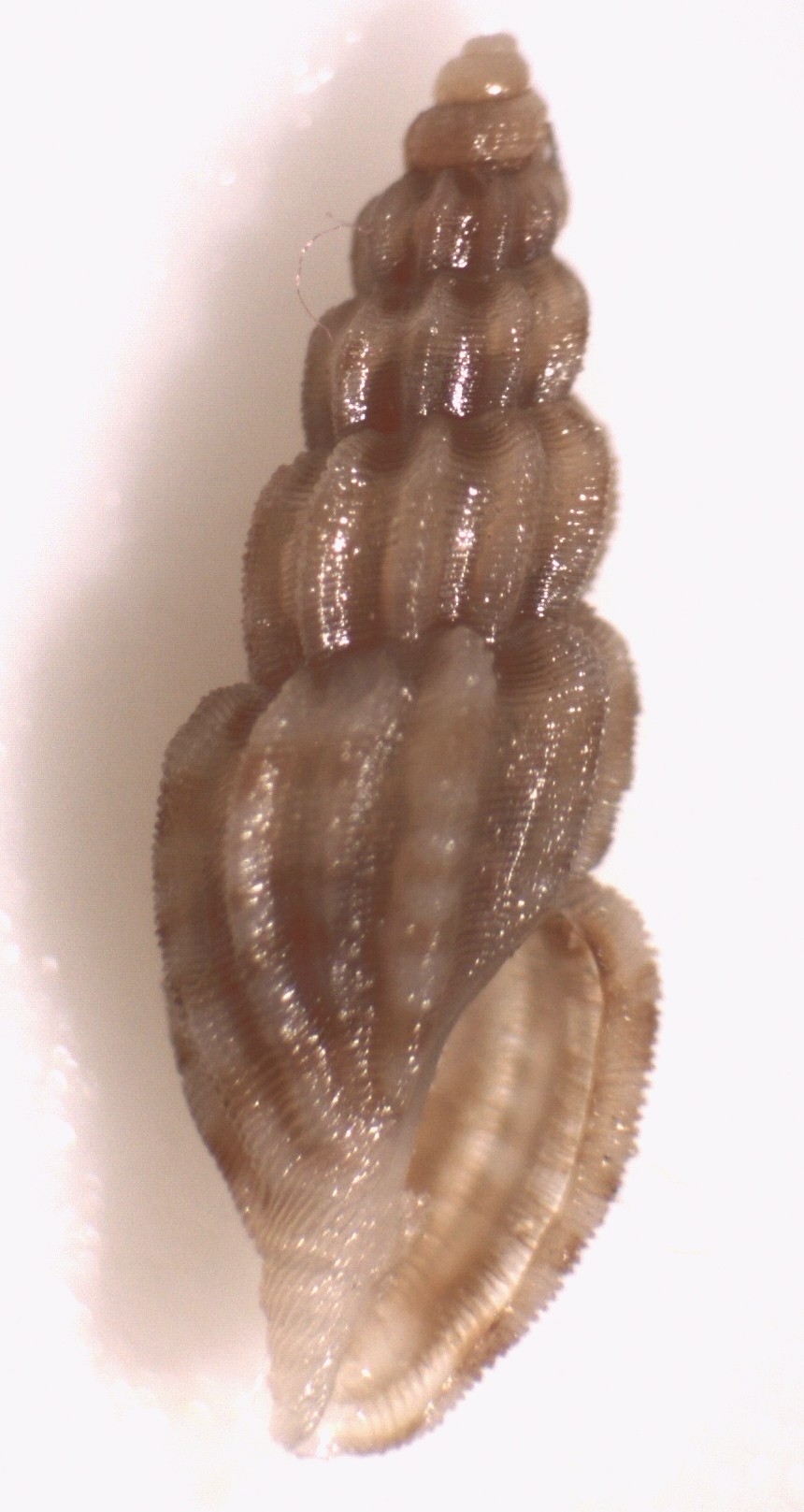
Mangelia multilineolata.
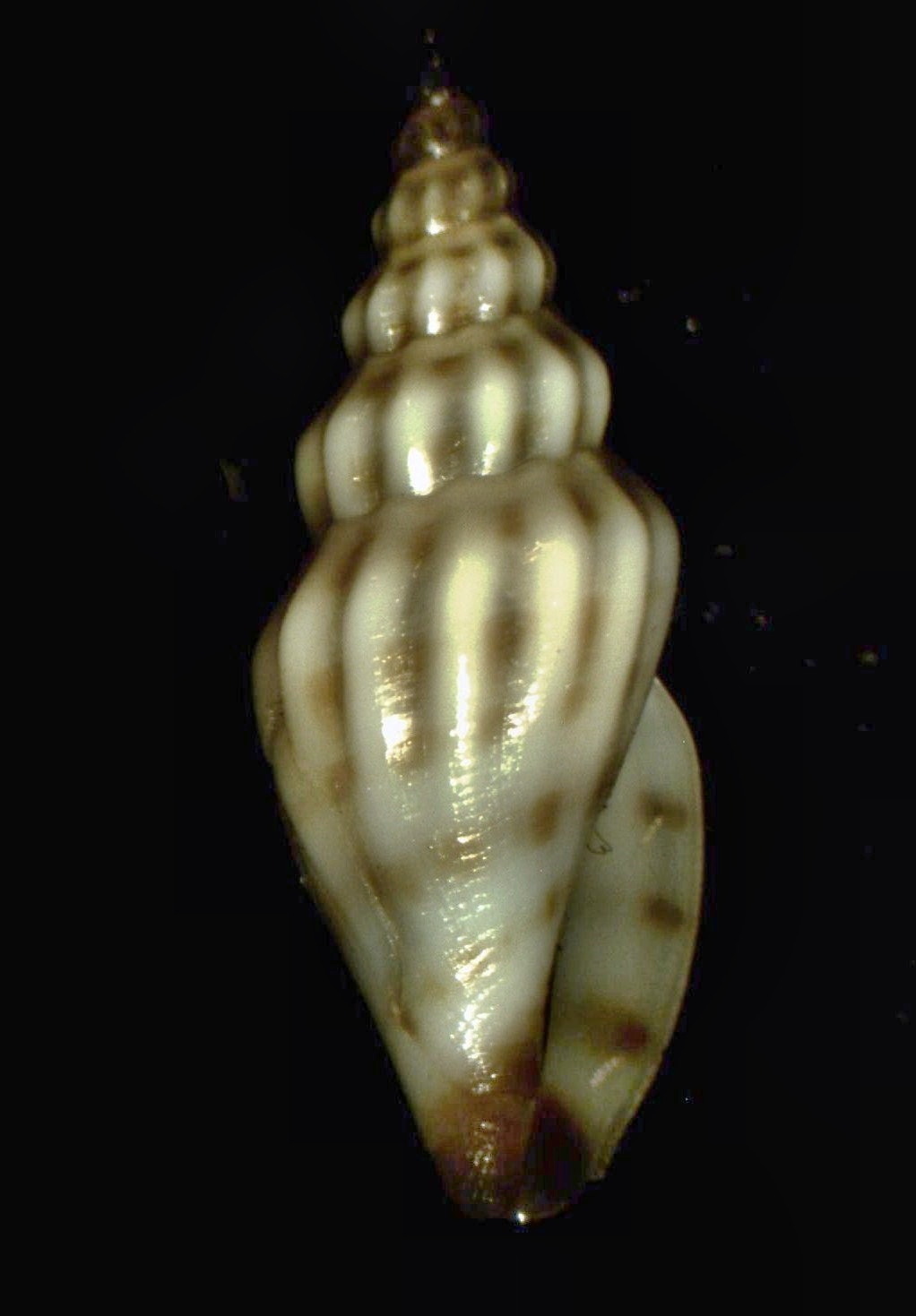
Marita bella.
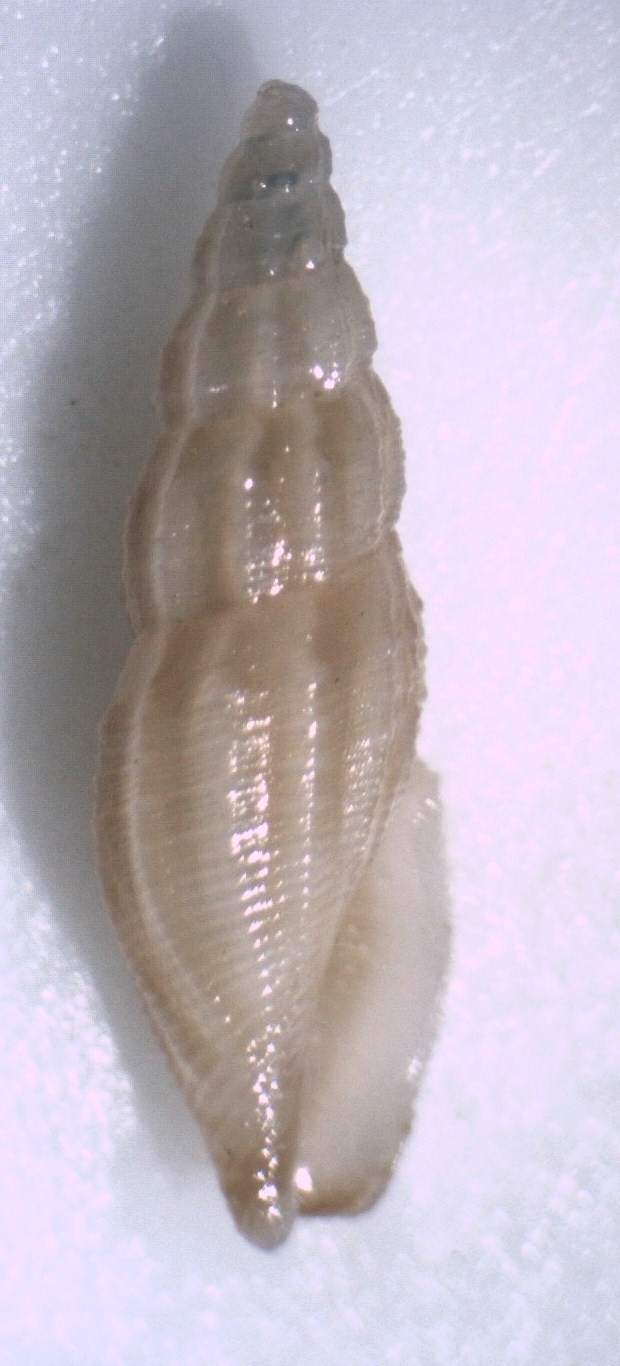
Notocytharella striosa.